# Telebasis williamsoni
Telebasis williamsoni – gatunek ważki z rodziny łątkowatych (Coenagrionidae).